# VKORC1L1
VKORC1L1 (англ. Vitamin K epoxide reductase complex subunit 1 like 1) – білок, який кодується однойменним геном, розташованим у людей на 7-й хромосомі. Довжина поліпептидного ланцюга білка становить 176 амінокислот, а молекулярна маса — 19 836.
| 10         |  | 20         |  | 30         |  | 40         |  | 50         |
| ---------- |  | ---------- |  | ---------- |  | ---------- |  | ---------- |
| MAAPVLLRVS |  | VPRWERVARY |  | AVCAAGILLS |  | IYAYHVEREK |  | ERDPEHRALC |
| DLGPWVKCSA |  | ALASRWGRGF |  | GLLGSIFGKD |  | GVLNQPNSVF |  | GLIFYILQLL |
| LGMTASAVAA |  | LILMTSSIMS |  | VVGSLYLAYI |  | LYFVLKEFCI |  | ICIVTYVLNF |
| LLLIINYKRL |  | VYLNEAWKRQ |  | LQPKQD     |  |            |  |            |

A: Аланін

C: Цистеїн

D: Аспарагінова кислота

E: Глутамінова кислота

F: Фенілаланін

G: Гліцин

H: Гістидин

I: Ізолейцин

K: Лізин

L: Лейцин

M: Метіонін

N: Аспарагін

P: Пролін

Q: Глутамін

R: Аргінін

S: Серин

T: Треонін

V: Валін

W: Триптофан

Кодований геном білок за функцією належить до оксидоредуктаз. 
Задіяний у такому біологічному процесі, як альтернативний сплайсинг. 
Локалізований у мембрані, ендоплазматичному ретикулумі.